# Bunratty
Bunratty (irsko Bun na Raite, kar pomeni 'konec reke Raite') je vas in župnija v grofiji Clare na Irskem. Grad Bunratty je v bližini vasi. Reka Raite določa vzhodno mejo župnije in teče v estuarij reke Shannon, ki določa južno mejo.

## Zgodovina
Prvo naselje so morda postavili Vikingi v 10. stoletju. V Kroniki štirih mojstrov (Annals of the Four Masters) piše, da je Brian Boru uničil vikinško naselje na tem območju leta 977.
Okoli leta 1250 je anglonormanski vladar Mucegros dobil pravico do trga in sejma v Bunrattyju. Grad je zgradil leta 1277. Bil je glavna rezidenca Richarda Clara, lastnika kraljestva Thomond. V poznem 13. stoletju je imel Bunratty približno 1000 prebivalcev. Richard de Clare je bil umorjen leta 1311, leta 1314 pa so naselje do tal požgali domačini. Grad je bil zapuščen leta 1332.
Sedanji grad je zgradila družina MacNamara v začetku 15. stoletja. Kasneje je postal lastnik O'Briens in je sčasoma postal glavni sedež Thomondskih grofov. V začetku 18. stoletja je prišel v posest družine Studdert, ki je leta 1804 zgradila hišo.
Leta 1834 je imela župnija Bunratty 55 protestantov in 1340 katolikov. Od leta 1841 je živelo v 207 hišah 1320 ljudi. Župnijo je prečkala cesta od Limericka do Ennisa mimo gradu. V rimskokatoliškem sistemu je bila župnija Bunratty združena z župnijama Tomfinlough in Kilconry. Med veliko lakoto (1845 do 1852) se je prebivalstvo Bunrattyja zmanjšalo.
V 1950-ih je najpomembnejša zgradba Bunrattyja, takrat porušeni grad, pritegnila pozornost Johna Hunta, lorda Gorta, in irsko vlado. Grad je bil obsežno obnovljen in odprt za javnost leta 1960. Kljub prizadevanjem se je število prebivalcev še naprej zmanjševalo.

## Lega
Župnija Bunratty leži na severni obali reke Shannon vzhodno od župnije Drumline, južno in zahodno od župnije Fineagh in zahodno od župnije Kilfintinan. Reka Raite, ki je pritok reke Shannon, določa vzhodno mejo župnije. Velikost župnije je približno 4,43 krat 3,62 km. Je enako velika kot srednjeveška župnija Bunratty. Ni več upravna enota in je del baronije  Bunratty Lower.
Grad je obrnjen k reki Raite. Vas leži zahodno od gradu. Ima malo prebivalcev in v irskem popisu se ne šteje za vas . Župnija je danes del katoliške župnije Newmarket-on-Fergus, ki obsega tudi civilne župnije Clonloghan, Drumline, Kilconry, Kilmaleery, Kilnasoolagh in Tomfinlough.

## Gospodarstvo
Roadstone Wood upravlja kamnolom v središču župnije. Pridobiva kamen in izdeluje bloke, beton, malto in asfalt. Eoin Gavin Transport ima v kraju cestni prevozni park. Ustanovitelj podjetja, Eoin Gavin, je začel kot upravljavec osemkolesnega kladiva v kamnolomu. Pred gradnjo obvoznice N18 je skozi vas potekala glavna cesta od Limericka in letališča Shannon do Ennisa.
Vas se posveča predvsem turistom, ki obiščejo grad in narodni park. Poleg pivnice Durty Nellys, ki je ena najstarejših na Irskem, je še nekaj drugih lokalov/restavracij. Vas ponuja tudi nastanitev v hotelih in nočitve z zajtrkom. Imajo tudi več trgovin, namenjenih  potnikom in turistom.

## Galerija
- Rožna hiša v narodnem parku
- Hiša v narodnem parku
- Grad pred letom 1914
- Grad leta 2002
- Cerkev na grajskem posestvu